# 福岡市立花畑小学校

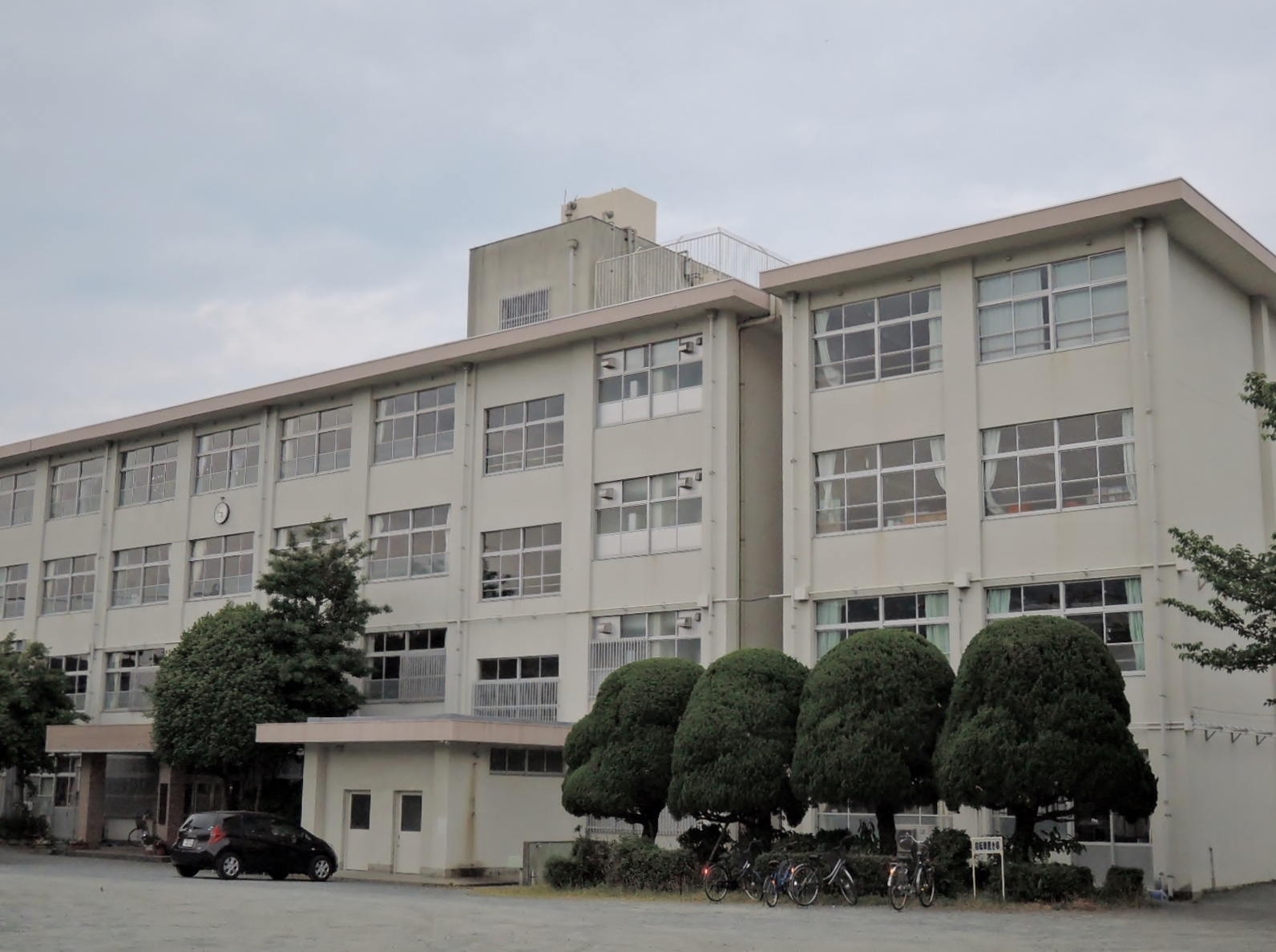
福岡市立花畑小学校

福岡市立花畑小学校（ふくおかしりつ はなはたしょうがっこう）は、福岡県福岡市南区花畑3丁目にある公立小学校。

## 概要
明治6年当時早良郡樋井川村に創立された檜原尋常小学校創立および、翌年筑紫郡八幡村に創立された屋形原尋常小学校が昭和8年に統合合併され、現在の場所へ花畑尋常小学校として創立されたことにはじまる。戦後の高度成長期にはベッドタウンである南区の人口が一気に増加し、比例するように児童数も増加の一途をたどった。そのためベビーブームによるマンモス校対策により1970年代以降、近隣に新設されだ小学校との分離が繰り返しなされた。

## 歴史
- 明治6年（1873年） - 檜原尋常小学校創立
- 明治7年（1874年） - 屋形原尋常小学校創立
- 大正15年（1926年） - 屋形原尋常小学校を福岡市に編入
- 昭和4年（1929年） - 檜原尋常小学校を福岡市に編入
- 昭和8年（1933年）10月 - 両尋常小学校が合併し、花畑尋常小学校設置
- 昭和9年（1934年） - 花畑尋常高等小学校と改称
- 昭和16年（1941年） - 花畑国民学校と改称
- 昭和21年（1946年） - 福岡市立花畑小学校と改称
- 昭和22年（1947年） - 高等科廃止
- 昭和23年（1948年） - 緑園分校併置
- 昭和24年（1949年） - 福岡市立玉川小学校開校により若久を分離
- 昭和27年（1952年） - 少年保養所養護施設特設
- 昭和32年（1957年）9月 - 緑園分校を福岡市立若久小学校へ移管
- 昭和44年（1969年） - 福岡市立西花畑小学校を分離
- 昭和47年（1972年） - 福岡市立東花畑小学校を分離
- 昭和54年（1979年） - 福岡市立鶴田小学校を分離
- 平成元年（1989年） - 福岡市立柏原小学校を分離

## 校歌
- 作詞:長井盛之
- 作曲:入江やすよ

## 伽藍堂様
かつて校舎とグラウンドの間に祀られていた石碑で、現在はグラウンド北側の一角に移築されている。古くより近隣住民から「がらんどうさん」と呼ばれ親しまれてきたが、その一方で、みだりに敷地内に入ると祟りがあるとの噂がまことしやかにささやかれ、実際に立ち入った児童が悪戯をしたという年に学校関係者の間に災いが頻発したとして神主を招きお祓いをおこなったという事実もある。その当時学校敷地中央部にあった伽藍堂様は、四方をフェンスに囲まれた結界内に鬱蒼とした木々が生い茂る中、木製の鳥居と共に石塔が建っていた。
なお碑文によれば、鎌倉時代この場所には九州探題が置かれていたという。